# جمعية علماء سريلانكا
جمعية علماء سريلانكا هي جميعة للعلماء المسلمين في سريلانكا، الذين يشكلون نحو عُشر السكان في البلاد.
تأسست عام 1924 م للاهتمام بالشؤون الدينية للمسلمين، وتم الاعتراف بها رسميا من الحكومة بعد صدور القرار البرلماني رقم 51 لعام 2000 م. لها فروع منتشرة في جميع أنحاء الجزيرة، وتضم أكثر من 3,000 عالم مسلم.

## وصلات خارجية
- موقع الجمعية